# Toni Garrn
Antonia "Toni" Garrn (phát âm tiếng Đức: [ˈtoːni ˈɡaʁn], sinh ngày 7 tháng 7 năm 1992 tại Hamburg, Đức) là một người mẫu Đức.

## Thời thơ ấu
Toni Garrn sinh ra ở Hamburg. Cha cô làm việc cho một công ty dầu mỏ và mẹ cô là một nữ doanh nhân. Cô có một anh trai là Niklas (sinh năm 1990), cũng là một người mẫu. Khi Garrn được hai tuổi, cô chuyển đến Luân Đôn cùng gia đình, và sau đó đến Athens khi cô sáu tuổi, nơi cô học tại Trường Campion (Athens). Năm 10 tuổi, cô chuyển về Hamburg cùng gia đình. Kể từ khi cô 6 tuổi, cô đã có thể chơi đàn piano cổ điển.

## Sự nghiệp
Vào năm 2006, khi mới 13 tuổi, Toni Garrn được Modelwerk phát hiện tại một lễ hội dành cho người hâm mộ tại World Cup 2006 ở Hamburg.
Bước đột phá quốc tế của cô đến vào năm sau khi cô được Calvin Klein mời. Vào năm 2008, cô xuất hiện trên các chiến dịch của Calvin Klein và CK Jeans. Sau khi tốt nghiệp trường trung học Ohlstedt Gymnasium ở Hamburg, cô chuyển đến New York để bắt đầu sự nghiệp người mẫu chuyên nghiệp. Cô đã xuất hiện trong các chiến dịch của Burberry, Chloé, Closed, Dior, Donna Karan, Etro, Emporio Armani, Fendi, Hugo Boss, Jill Stuart, Jil Sander, Prada và Versace.
Cô đã xuất hiện trên tạp chí Vogue (Paris, Ý, Đức, Nga, Trung Quốc, Tây Ban Nha, Mexico, Nhật Bản, Hàn Quốc, Mỹ), Muse, Elle (Mỹ, Ý, Pháp), Numéro (Pháp, Tokyo), Glamour (Mỹ), Marie-Claire (Ý), Another Magazine, Harper's Bazaar (Mỹ), i-D, và trên trang bìa của tạp chí Tush và tạp chí V với tư cách là người mẫu xếp hạng thứ tám của mùa xuân năm 2008. Cô cũng đã xuất hiện trên ấn bản tháng 2 năm 2009 của tạp chí Numéro trên phiên bản thứ 100 của tạp chí này.